# Misþyrming
Misþyrming (исландское произношение: [ˈmɪːsˌθɪrmiŋk]) — блэк-метал группа из Рейкьявика, Исландия. Группа была создана в июне 2013 года и в настоящее время подписана на французский лейбл Norma Evangelium Diaboli. 7 февраля 2015 года они выпустили свой дебютный студийный альбом Söngvar elds og óreiðu, получивший признание критиков.

## История
Группа начинала как сольный проект одного из основателей DG. Позже к проекту присоединился Томас Исдал, с которым он управлял звукозаписывающей компанией Vánagandr. В конце концов, он отложил дату окончания учёбы в пользу гастролей с группой, сдав выпускные экзамены после того, как его обучал товарищ по группе Хельги.
Их дебютный студийный альбом Söngvar elds og óreiðu был выпущен 7 февраля 2015 года, получил положительные отзывы критиков, Stereogum назвал его одним из лучших метал альбомов 2015 года.
В том же году группа выступила в Брюсселе на фестивале Nidrosian Black Mass V.
10 января 2017 года группа выпустила EP с исландской группой Sinmara, каждая группа представила по одной песне; песня Misþyrming была названа «Hof», а песня Sinmara — «Ivory Stone». EP был выпущен на лейбле Terratur Possessions.
27 апреля 2019 года группа объявила, что их долгожданный второй альбом будет называться Algleymi и выйдет 24 мая на лейбле Norma Evangelium Diaboli. По словам DG, он написал музыку ещё в 2015 году после дебюта группы. Запись альбома началась в 2016 году, однако из-за ошибок производства и микширования, вызванных дешёвым оборудованием, была отложена, а позже полностью начата с нуля. Несмотря на это, группа продолжала гастролировать и даже сыграла несколько новых песен на концертах в 2016, 2017 и 2018 годах. После продолжительных репетиций, в 2017 году группа получила доступ к профессиональной студии для записи барабанов. Запись новой версии альбома происходила в период с осени 2017 по 2018 год. Algleymi, как и предыдущий альбом, был очень хорошо принят фанатами и критиками. Группа также объявила о выступлениях на фестивале Ascension в своей родной Исландии и La Dernière Messe в Швейцарии в июне, а также о европейском турне в поддержку альбома с товарищами по лейблу Terratur Possessions Darvaza и французской группой Vortex of End.
Группа продолжала гастролировать и выступать в течение 2019 года и запланировала различные выступления на 2020 год, но из-за пандемии COVID-19 они были вынуждены перенести свои выступления на фестивалях, мини-тур по Дании и Германии с другой исландской группой Naðra и завершили свой тур по Восточной Европе, но не раньше, чем группа провела прямую трансляцию своего последнего выступления в Таллине 15 марта 2020 года.
В 2022 году группа выпустила альбом Með hamri. Место барабанщика занял Магнус Скуласон из Svartidauði.

## Дискография
- 2015: Söngvar elds og óreiðu[9]
- 2017: Ivory Stone / Hof (сплит-EP с Sinmara)
- 2019: Algleymi
- 2022: Með hamri

Вклады в сборники
- 2014: Söngur Heiftar на MDF XII (компакт-диск, Fallen Empire Records)
- 2014: Söngur Heiftar на Ritual Vol. 1 (FLAC , The Death Of A Modernist)
- 2015: …Af Þjáningu Og Þrá на Vánagandr (MC, Vánagandr)
- 2017: Ég byggði dyr í eyðimörkinni на Oration MMXVI (CD; Oration Records)

## Участники группы

### Текущий состав
- DG (Dagur Gíslason) — гитара, бас, вокал (2013 — настоящее время)
- GE (Gústaf Evensen) — бас (2014 — настоящее время)
- T. Í. (Tómas Ísdal) — гитара (2014 — настоящее время)
- M.S. (Magnús Skúlason) — ударные (2022 — настоящее время)

### Бывшие участники
- HRH (Helgi Rafn Hrómarsson) — ударные (2013—2022)